# 月の子 MOON CHILD
『月の子 MOON CHILD』（つきのこ ムーンチャイルド）は、清水玲子による日本の漫画作品。『LaLa』（白泉社）にて1988年から1992年にかけて連載された。コミックスは花とゆめコミックスより全13巻、白泉社文庫より全8巻。

## あらすじ
1985年のニューヨーク。ダンサーのアートは車の操作をあやまり少年を事故に巻き込んでしまった。アートはその事故で記憶を失ってしまった少年ジミーを引き取り一緒に暮らし始める。
ジミーは地球に産卵にやってきた人魚族の子供であり美しい女性の姿も持っていた。